# Karl James Anderson
Karl James Anderson (ur. 13 stycznia 1874 w Sun Morning koło Oxford, Ohio, zm. 18 maja 1956 w Westport, Connecticut) – amerykański malarz impresjonistyczny, brat pisarza Sherwooda Andersona. Wykładowca w National Academy of Design (1931–1943).

## Życiorys

### Wczesne lata
Karl James Anderson urodził się jako najstarsze z siedmiorga dzieci rymarza Irwina McLaina Andersona i Emmy Jane Smith. Miał jeszcze czterech braci i dwie siostry. Sam zdobył w przyszłości sławę jako malarz, podczas gdy jego brat Sherwood został wybitnym dramaturgiem oraz pisarzem, twórcą powieści, poezji i opowiadań. Anderson wcześnie rozpoczął swoją edukację artystyczną – w zamian za sprzątanie domu pewien malarz w mieście Clyde, dokąd rodzina Andersonów przeprowadziła się w 1884 roku, udzielał mu lekcji rysunku. W 1891 roku Anderson przeniósł się do Cleveland, gdzie pracował jako retuszer wyblakłych fotografii, wykonywał też pastelowe portrety uczestnicząc w wieczorowych kursach plastycznych w Cleveland School of Art (1891–1892). W 1893 roku rozpoczął naukę w szkole przy Art Institute of Chicago pod kierunkiem Jamesa Earle’a Frasera. W klasie sztuki klasycznej prowadzonej przez Johna Vanderpoela zaprzyjaźnił się z Josephem Christianem Leyendeckerem i Frederickiem Carlem Frieseke. W 1896 roku rozpoczął pracę jako zawodowy ilustrator w firmie grawerskiej J. C. Mantz & Company. W 1898 roku pracował jako ilustrator niedzielnych wydań Morning Telegram, a 1899 roku zyskał posadę artysty-rezydenta w Woman’s Home Companion w Springfield w stanie Ohio.

### Wyjazd do Europy
Choć praca ilustratora była zajęciem dochodowym, Anderson uważał je za niesatysfakcjonujące; jego prawdziwym pragnieniem było zostanie artystą. Kierując się tym zamiarem wyjechał w 1900 roku do Paryża, gdzie rozpoczął naukę w Académie Julian i w Akademii Colarossiego. Uczęszczał też na kursy u secesyjnego malarza Alfonsa Muchy. Latem 1901 roku rozpoczął naukę w szkółce plenerowej prowadzonej w Egmond, w Holandii przez amerykańskiego malarza George’a Hitchcocka, którego sztuka wywarła ważny wpływ na jego twórczość. W 1903 roku jego prace pokazano w paryskim Salonie. W 1904 roku, przed powrotem do Ameryki, Anderson ożenił się ze śpiewaczką koncertową Helen Edgerton Buell. Osiadłszy w Nowym Jorku kontynuował pracę ilustratora książek i periodyków w rodzaju Scribner’s Magazine, Collier’s Weekly, Good Housekeeping i The Saturday Evening Post. W 1909 roku wrócił do Europy, studiując indywidualnie w Hiszpanii i we Włoszech przed wyjazdem do Francji. Punkt zwrotny w jego karierze nastąpił w lecie 1909 roku, kiedy na zaproszenie swojego przyjaciela, Fredericka Frieseke udał się na dłuższy pobyt do kolonii artystycznej w Giverny. Przebywało w niej wówczas wielu amerykańskich malarzy jak Theodore Earl Butler, Arthur Burdett Frost, Edmund Greacen, Frederick MacMonnies czy Lawton S. Parker. Pod wpływem dekoracyjnego, impresjonistycznego stylu Frieseke i jego podkreślaniem postaci kobiecej Anderson zaczął malować atrakcyjne modelki w słonecznych, plenerowych sceneriach, uchwycone często podczas zajęć w ogrodzie. Wiele czasu poświęcił obrazowi Próżniaczki w sierpniu (1909; Brauer Museum of Art), jednemu ze swych najbardziej znanych obrazów, który zdobył srebrny medal na Carnegie International exhibition w 1910 roku.

### Powrót do Ameryki
Na początku 1910 roku Anderson powrócił do Nowego Jorku. W styczniu tego roku miał ważną wspólną wystawę z Edmundem Greacenem w nowojorskiej Madison Gallery, na której zaprezentował swoje obrazy namalowane w Giverny. Dzięki mecenatowi Charlesa Gatesa Dawesa, dyplomaty i wiceprezydenta Stanów Zjednoczonych w latach 1925–1929, Anderson był w stanie porzucić pracę ilustratora i poświęcić się całkowicie malarstwu. W 1912 roku osiadł w Westport w stanie Connecticut. Pracując w studio przy Narrow Rocks Road, malował akty, portrety, motywy macierzyńskie i sceny rodzajowe z symbolistycznymi podtekstami. Będąc jednym z niewielu miejscowych artystów mogących utrzymać się wyłącznie z malarstwa sztalugowego, zyskał miano „dziekana malarzy z Westport”. Najpomyślniejsze dla Andersona były dwie pierwsze dekady XX wieku. Miał on indywidualne wystawy między innymi w: Thurber Galleries w Chicago (1910, 1911, 1913), Gage Gallery w Cleveland (1913, 1914), Rowfant Club w Cleveland (1913) oraz w nowojorskich Durand Galleries (1925), Grand Central Art Galleries (1927–1928, 1931, 1934) i Ferargil Galleries (1929). W latach 30. Anderson wspólnie z innymi artystami z Westport przedsiębrał wycieczki malarskie do okolic miasta Baie-Saint-Paul w prowincji Quebec w Kanadzie. W tym samym okresie namalował również dekoracyjne murale dla urzędów pocztowych w Bedford, w stanie Ohio i West Haven w stanie Connecticut. W latach 1931–1943 wykładał w National Academy of Design. Zmarł w Westport sanitarium na udar mózgu.

## Nagrody
- Lippincott Prize (Pennsylvania Academy of the Fine Arts, 1916)[2]
- Benjamin Alman Prize (wystawa zimowa, 1917)[3]
- French Gold Medal (Art Institute of Chicago, 1918)[2]
- Gold Medal (National Arts Club, 1920)[2]
- Benjamin Alman Prize (wystawa coroczna, 1926)[3]

## Członkostwo
- Allied Artists of America
- National Academy of Design
- National Arts Club
- Salmagundi Club,
- Society of Illustrators[2]

## Twórczość
Wśród wielu utalentowanych impresjonistów, którzy pojawili się na scenie artystycznej Środkowego Zachodu na przełomie XIX i XX wieku, Karl Anderson zrobił udaną karierę jako malarz postaci. Jego twórczość obejmuje portrety i sceny rodzajowe. Najbardziej znany był z obrazów przedstawiających urodziwe kobiety popijające herbatę lub wypoczywające w słonecznych sceneriach. Obrazy Andersona były chwalone przez współczesnych mu krytyków sztuki za „bogactwo kolorów i porywający ruch motywu”.

## Zbiory
Prace Andersona znajdują się w najważniejszych kolekcjach publicznych w Stanach Zjednoczonych, w tym w: Art Institute of Chicago, Cleveland Museum of Art, Los Angeles County Museum of Art, Museum of Fine Arts w Bostonie, National Academy of Design, National Arts Club, National Museum of American Art i Pennsylvania Academy of the Fine Arts